# Guyung
Guyung is een bestuurslaag in het regentschap Ngawi van de provincie Oost-Java, Indonesië. Guyung telt 5594 inwoners (volkstelling 2010).